# Dirhabdilaimus
Dirhabdilaimus är ett släkte av rundmaskar. Dirhabdilaimus ingår i familjen Diplogasteroididae.
Dirhabdilaimus är enda släktet i familjen Diplogasteroididae.
Kladogram enligt Catalogue of Life:
| Dirhabdilaimus | \| \| Dirhabdilaimus leuckarti \| \| \| \| \| \| Dirhabdilaimus picei \| \| \| \| |
|                | \| \| Dirhabdilaimus leuckarti \| \| \| \| \| \| Dirhabdilaimus picei \| \| \| \| |
|                | Dirhabdilaimus leuckarti                                                          |
|                |                                                                                   |
|                | Dirhabdilaimus picei                                                              |
|                |                                                                                   |